# Entada africana
Entada africana är en ärtväxtart som beskrevs av Jean Baptiste Antoine Guillemin och Perr. Entada africana ingår i släktet Entada och familjen ärtväxter. Inga underarter finns listade i Catalogue of Life.

## Bildgalleri

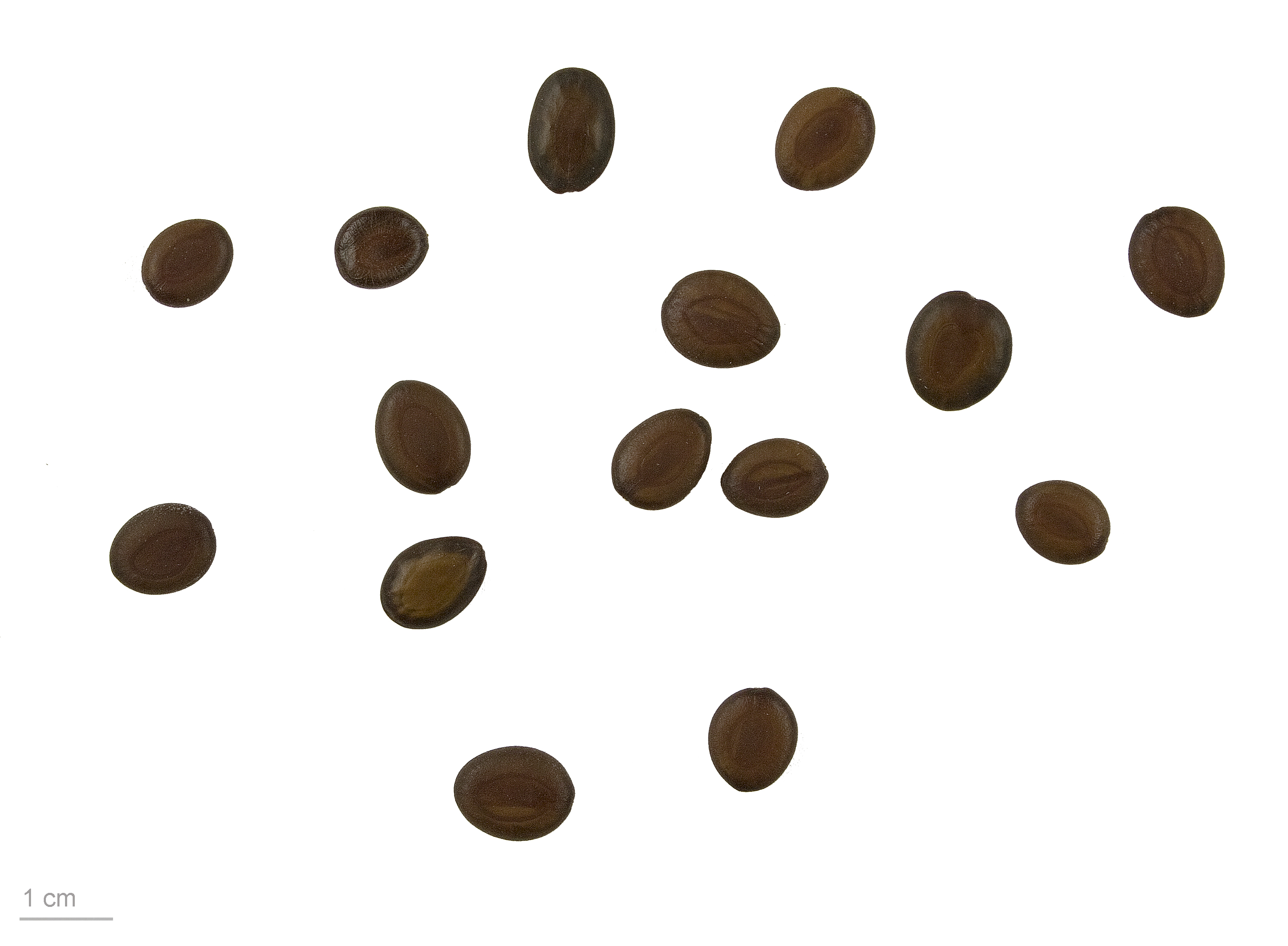